# Жерар I (Водемон)
Герхард Елзаски (на френски: Gérard Ier de Vaudémont; на немски: Gerhard von Elsass, * 1057, † 1108) от фамилията Дом Шатеноа, е от 1070 г. първият граф на Водемон.

## Биография
Той е вторият син на херцог Герхард и Хадвига от Намюр († 28 януари 1075/1800), дъщеря на Алберт II, граф на Намюр, и на Регелиндис, дъщеря на херцог Готцело I, херцог на Долна Лотарингия и сестра на папа Стефан X.
Баща му умира на 14 април 1070 г. и по-големият му брат Дитрих II става херцог на Горна Лотарингия. Герхард има също претенции за херцогската титла и унищожава южната част на Лотарингия. Дитрих предоставя на брат си Сентуа, pagus около Водемон. Имперетор Хайнрих IV признава на Герхард титлата граф на Водемон. През 1073 г. двамата братя сключват мир.
Герхард е споменат в много манастирски документи като подписал или свидетел, с изключение между 1097 и 1101 г. – времето на Първия кръстоносен поход, което води до заключението, че той взема участие в него.

## Семейство
През 1080 г. Герхард I се жени за Хедвига от Егисхайм († 29 януари пр. 1126, погребана в Белвал), наследничка на Егисхайм, дъщеря на граф Герхард IV фон Егисхайм, който е племенник на папа Лъв IX. Техните деца са:
- Хуго I († 1155), ∞ 1130 г. за Анжелина (Айгелина) от Бургундия (* 1116; † сл. 1167), дъщеря на херцог Хуго II от Бургундия
- Гизела (1090 † 1141), ∞ I. за Ренард III, граф на Тул; ∞ II. за Райналд I († 1149), граф на Бар (Дом Скарпон)
- Стефани († 1160/88), ∞ 1144 г. за граф Фридрих I фон Пфирт († 1160) (Дом Скарпон)
- Юдит († 1163), абатиса в Мец